# Spermacoce serpyllifolia
Spermacoce serpyllifolia là một loài thực vật có hoa trong họ Thiến thảo. Loài này được Willd. ex Roem. & Schult. miêu tả khoa học đầu tiên năm 1818.